# Querarani
Querarani ist eine Ortschaft im Departamento Oruro im südamerikanischen Anden-Staat Bolivien.

## Lage im Nahraum
Querarani ist eine Ortschaft im Municipio Caracollo in der Provinz Cercado. Die Siedlung liegt auf einer Höhe von 3864 m am rechten nördlichen Ufer des nach Südwesten fließenden Río Millu Puncu, der in der Ebene des Río Caracollo zwischen Caracollo und Oruro versickert.

## Geographie
Querarani liegt am östlichen Rand des bolivianischen Altiplano vor dem Höhenzug der Serranía de Sicasica. Das Klima ist geprägt durch ein typisches Tageszeitenklima, bei dem die Temperaturschwankungen zwischen Tag und Nacht größer sind als zwischen den Jahreszeiten.
Die Jahresdurchschnittstemperatur der Region liegt bei etwa 10 °C (siehe Klimadiagramm Oruro), wobei die Monatsdurchschnittswerte zwischen 6 °C im Juni/Juli und 14 °C im November schwanken. Der Jahresniederschlag liegt bei niedrigen 400 mm, mit einer ausgeprägten Trockenzeit von April bis November mit Monatswerten unter 20 mm und einer kurzen Feuchtezeit von Dezember bis Februar mit monatlich etwa 80 mm.

## Verkehrsnetz
Querarani liegt in einer Entfernung von 61 Straßenkilometern nördlich von Oruro, der Hauptstadt des Departamentos.
Von Oruro aus führt die asphaltierte Nationalstraße Ruta 1 in nördlicher Richtung 41 Kilometer bis Caracollo und von dort weitere 200 Kilometer in die Großstädte La Paz und El Alto. In Caracollo zweigt die Ruta 4 nach Osten ab und erreicht nach 19 Kilometern die Ortschaft Ocotavi. Kurz vor Ocotavi zweigt eine unbefestigte Landstraße links in nordöstlicher Richtung von der Ruta 4 ab und erreicht die Ortschaft Querarani nach weiteren zwei Kilometern.

## Bevölkerung
Die Einwohnerzahl der Ortschaft ist in den vergangenen beiden Jahrzehnten auf das Zweieinhalbfache angestiegen:
| Jahr | Einwohner | Quelle       |
| ---- | --------- | ------------ |
| 1992 | 81        | Volkszählung |
| 2001 | 51        | Volkszählung |
| 2012 | 210       | Volkszählung |
| 2024 |           | Volkszählung |

Die Region weist einen deutlichen Anteil an Aymara-Bevölkerung auf, im Municipio Caracollo sprechen 65,5 Prozent der Bevölkerung Aymara.